# Goldenstedt
Goldenstedt è un comune di 10 037 abitanti della Bassa Sassonia, in Germania.
Appartiene al circondario (Landkreis) di Vechta (targa VEC).